# Градиште (Габровская область)
Градиште (болг. Градище) — село в Болгарии. Находится в Габровской области, входит в общину Севлиево. Население составляет 219 человек.